# Przemysław Skwirczyński
Przemysław Skwirczyński (ur. 3 listopada 1952 w Lublinie) – polski operator filmowy.
W 1978 ukończył studia na Wydziale Operatorskim PWSF w Łodzi i w 1981 zdobył dyplom z wyróżnieniem.
Autor zdjęć do filmów fabularnych, dokumentalnych, reklamowych i teledysków. Jest członkiem  Stowarzyszenia Autorów Zdjęć Filmowych (PSC)  oraz Polskiej Akademii Filmowej.
Syn Jerzego Skwirczyńskiego i Elżbiety Skwirczyńskiej z d. Waryszak; żonaty z Krystyną Ptak, siostrą innego operatora filmowego Krzysztofa Ptaka, z którą ma syna Przemysława.

## Filmografia
- Marzenia do spełnienia 2002
- Pokój na czarno 2001
- Pułapka 1997
- Deszczowy żołnierz 1996
- Deborah 1995
- Wyliczanka 1994
- Warszawa. Rok 5703 (Warszawa. Année 5703) 1992
- Niech żyje miłość 1991
- Stan strachu (film) 1989
- Rykowisko 1986
- Maskarada 1986
- ... jestem przeciw 1985
- Hamadria 1981
- Książę 1981

## Nagrody
- 2025 – Brązowy Medal „Zasłużony Kulturze Gloria Artis”[1]